# Чад на летних Олимпийских играх 1996
Чад принимал участие в Летних Олимпийских играх 1996 года в Атланте (США) в седьмой раз за свою историю, но не завоевал ни одной медали. Сборную страны представляли четыре легкоатлета.

## Лёгкая атлетика
Спортсменов — 4
Мужчины
| Спортсмен       | Соревнование | Предварительный раунд | Предварительный раунд | Четвертьфиналы | Четвертьфиналы | Полуфиналы | Полуфиналы | Финал     | Финал     |
| Спортсмен       | Соревнование | Результат             | Место                 | Результат      | Место          | Результат  | Место      | Результат | Место     |
| --------------- | ------------ | --------------------- | --------------------- | -------------- | -------------- | ---------- | ---------- | --------- | --------- |
| Брахим Абдулай  | 200 м        | 21,67                 | 7                     | Не прошёл      | Не прошёл      | Не прошёл  | Не прошёл  | Не прошёл | Не прошёл |
| Кимитене Бияджо | 400 м        | 48,88                 | 7                     | Не прошёл      | Не прошёл      | Не прошёл  | Не прошёл  | Не прошёл | Не прошёл |
| Терап Адум Яя   | 800 м        | 1:52,68               | 7                     | Не прошёл      | Не прошёл      | Не прошёл  | Не прошёл  | Не прошёл | Не прошёл |

Женщины
| Спортсмен       | Соревнование | Предварительный раунд | Предварительный раунд | Четвертьфиналы | Четвертьфиналы | Полуфиналы | Полуфиналы | Финал     | Финал     |
| Спортсмен       | Соревнование | Результат             | Место                 | Результат      | Место          | Результат  | Место      | Результат | Место     |
| --------------- | ------------ | --------------------- | --------------------- | -------------- | -------------- | ---------- | ---------- | --------- | --------- |
| Калтума Наджина | 200 м        | 24,47                 | 8                     | Не прошла      | Не прошла      | Не прошла  | Не прошла  | Не прошла | Не прошла |